# Graphiadactyllis
Graphiadactyllis is een geslacht van uitgestorven kreeftachtigen uit de klasse van de Ostracoda (mosselkreeftjes).

## Soorten
- Graphiadactyllis arkansana (Girty, 1910) Roth, 1929 †
- Graphiadactyllis australae (Crespin, 1945) Sohn, 1970 †
- Graphiadactyllis beckeri Bless & Massa, 1982 †
- Graphiadactyllis cornuta (Ulrich & Bassler, 1932) Benson, 1955 †
- Graphiadactyllis deminuera Gruendel, 1975 †
- Graphiadactyllis dextrosculpturata Blumenstengel, 1975 †
- Graphiadactyllis faceta Zbikowska, 1983 †
- Graphiadactyllis fayettevillensis (Harlton, 1929) Benson & Collinson, 1958 †
- Graphiadactyllis fernglenensis Benson, 1955 †
- Graphiadactyllis formosa Schneider, 1966 †
- Graphiadactyllis frasnica Becker, 1971 †
- Graphiadactyllis granopunctata (Ulrich & Bassler, 1932) Benson, 1955 †
- Graphiadactyllis indotata Zbikowska, 1983 †
- Graphiadactyllis lineata (Ulrich & Bassler, 1932) Benson, 1955 †
- Graphiadactyllis minutus Morey, 1936 †
- Graphiadactyllis petchoricus Gusseva, 1971 †
- Graphiadactyllis rectangulatus Gusseva, 1971 †
- Graphiadactyllis reticulocostata Gruendel, 1975 †
- Graphiadactyllis semisculpturata Blumenstengel, 1975 †
- Graphiadactyllis subquadratus Morey, 1935 †
- Graphiadactyllis subrhomboidalis Green, 1963 †
- Graphiadactyllis tenuis Cooper, 1941 †
- Graphiadactyllis tumidus Morey, 1935 †
- Graphiadactyllis uchtensis Martinova, 1986 †
- Graphiadactyllis unionensis Benson & Collinson, 1958 †
- Graphiadactyllis verrucosa Gruendel, 1975 †
- Graphiadactyllis walteri (Morey, 1935) Gorak, 1966 †
- Graphiadactyllis yaurichambiensis Pribyl & Pek, 1987 †